# Fjällbergstjärnarna (Ovikens socken, Jämtland, 699351-138376)
Fjällbergstjärnarna är en sjö i Bergs kommun i Jämtland och ingår i Indalsälvens huvudavrinningsområde.